# 샹트렐

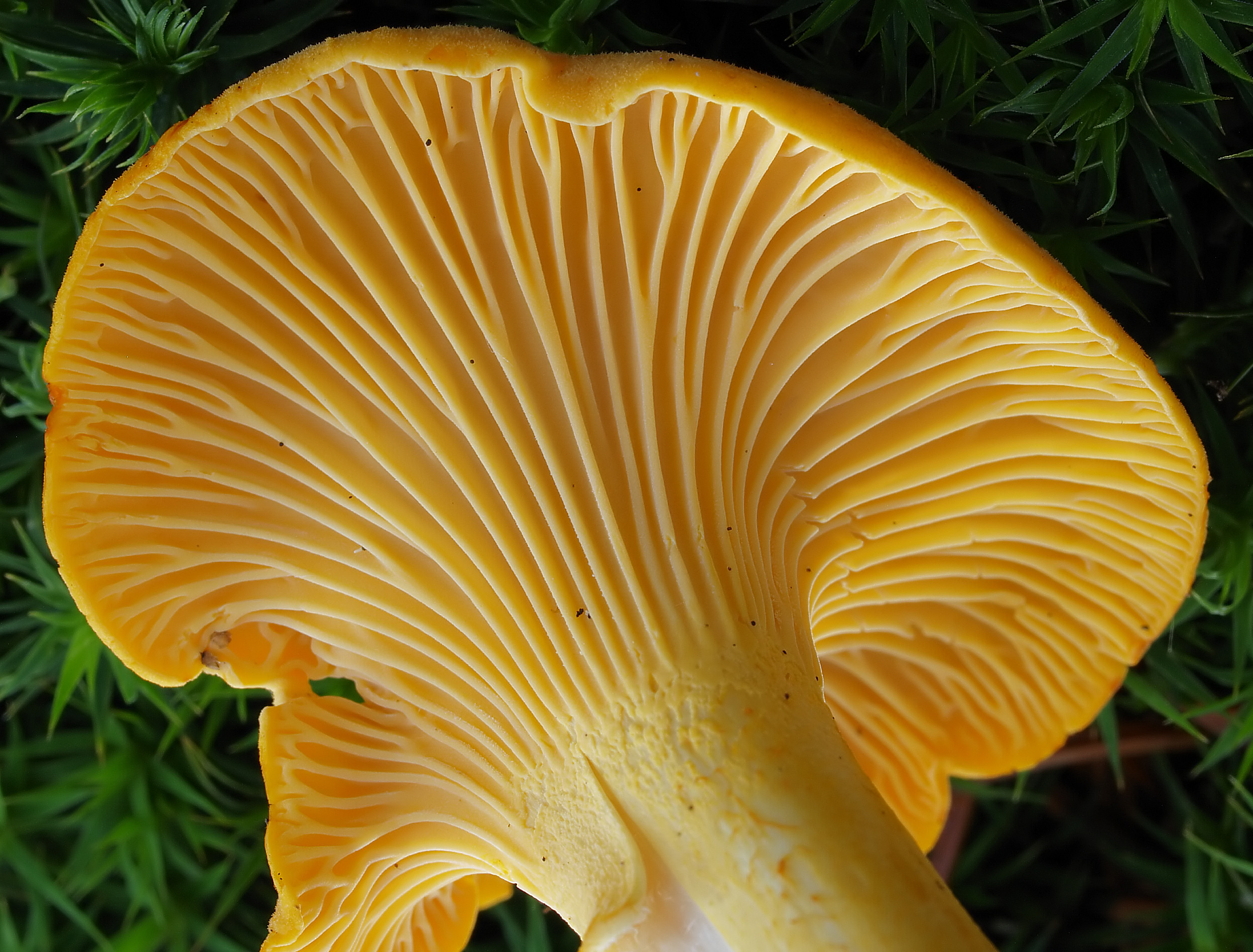

샹트렐(Chanterelle)은 꾀꼬리버섯속(Cantharellus), 뿔나팔버섯속(Craterellus), 곰푸스속(Gomphus) 및 까치버섯속(Polyozellus)의 여러 종의 곰팡이의 일반적인 이름이다. 이들은 야생 식용 버섯 중 가장 인기 있는 버섯 중 하나이다. 주황색, 노란색 또는 흰색이며 살이 많고 깔때기 모양이다. 아래쪽 표면, 매끄러운 캡 아래에 대부분의 종은 줄기 아래로 거의 끝까지 이어지는 둥글고 갈라진 주름이 있으며 캡에서 매끄럽게 가늘어진다. 많은 종은 살구를 연상시키는 과일 향을 내며 종종 약간 후추 맛이 난다. '샹트렐'이라는 이름은 "잔"을 의미하는 그리스어 칸타로스(kantharos)에서 유래되었다.